# Make (Borland)
Make (Borland) – program usługowy typu make, wchodzący w skład pakietów programowania firmy Borland, w szczególności serii pakietów oznaczonej nazwą Turbo/Borland, przeznaczony do automatyzacji i ułatwienia kompilacji oraz łączenia powiązanych ze sobą zbiorów programowych.

## Sposób działania
Program ten wykonuje skrypt zawarty w specjalnym zbiorze tekstowym, zapisanym zgodnie ze składnią języka makefile, służącego definiowaniu procedury budowy aplikacji. Skrypt makefile jest zbiorem tekstowym, utworzonym w dowolnym edytorze tekstu, mającym możliwość zapisu zbiorów tekstowych ASCII. Program pracuje w konsoli tekstowej DOS. Wywołanie programu ma postać:
```
 
make
 [
opcje
] [
zbiory_wynikowe
]
```

Wywołany program wykonuje polecenia zawarte w zbiorze makefile lub makefile.mak.

## Kody zakończenia
Przez program make mogą zostać wygenerowane kody zakończenia, które mogą być odczytane przez inne programy lub przez zmienną wbudowaną ERRORLEVEL:
- zakończenie bez błędów: 0
- zakończenie z błędami tworzenia zbiorów wynikowych: 1
- błędy syntaktyczne w składni makefile: 2
- błąd braku dostatecznej ilości pamięci operacyjnej do wykonania skryptu: 4.

## Błędy
Jeżeli podczas wykonywania skryptu wystąpi błąd, program informuje o wystąpieniu błędu i podejmuje określoną akcję. Rozróżniane są dwa rodzaje błędów:
fatalnejest to poważny błąd, który powoduje natychmiastowe przerwanie działania programu make
inneprogram zinterpretuje zbiór źródłowy do końca ale bez wykonania poleceń.